# 冉文瑞
冉文瑞，贵州松桃人，清朝政治人物、同進士出身。
光緒十六年（1890年）清德宗親政庚寅恩科進士，三甲一百八十七名，改教职，官石阡府儒学教授。